# Richard Reeves (attore)
Richard Reeves (New York, 10 agosto 1912 – Northridge, 17 marzo 1967) è stato un attore statunitense.
Ha recitato in 80 film dal 1943 al 1967 ed è apparso in oltre 120 produzioni televisive dal 1951 al 1967. È stato accreditato anche con i nomi Dick Reeves, Richard J. Reeves e Dick Richards. È noto soprattutto per aver interpretato scagnozzi e teppisti in una miriade di film ed episodi di serie televisive.

## Biografia
Richard Reeves nacque a New York il 10 agosto 1912. Era il maggiore dei due figli del direttore di banca Walter Reeves e di sua moglie, Titsink Marie. Studiò musica a scuola. A diciotto anni, intraprese la carriera di marinaio a bordo di navi lungo la tratta New York-Avana e trascorse gran parte degli anni 30 praticando questa professione. Poco dopo lo scoppio della seconda guerra mondiale, nel mese di aprile del 1942, Reeves fu arruolato nell'esercito e raggiunse il grado di sergente operativo nel 1208 Service Unit Command. Debuttò in una produzione cinematografica nel 1943, proprio durante il servizio militare, quando, non accreditato, ottenne una piccola parte in This Is the Army. Dopo il congedo si trasferì a Los Angeles e cominciò ad ottenere altre piccole parti ad Hollywood. Il suo volto come attore caratterista cominciò a diventare popolare verso la fine degli anni 40. A partire dai primi anni 50, cominciò ad apparire in molte serie televisive divenendo popolare anche sul piccolo schermo. La sua stazza fisica gli permetteva di ricoprire ruoli di personaggi aggressivi, scagnozzi o antagonisti, e si specializzò nel ruolo del sadico e del cattivo.
Morì a Northridge (Los Angeles), in California, il 17 marzo 1967 a soli 54 anni e fu seppellito all'Oakwood Memorial Park di Chatsworth.

## Filmografia

### Cinema
- This Is the Army (1943)
- La disperata notte (The Long Night) (1947)
- Gli invincibili (Unconquered) (1947)
- L'inseguita (The Hunted) (1948)
- Le forze del male (Force of Evil) (1948)
- Double Deal (1950)
- A.A. criminale cercasi (Dear Brat) (1951)
- Largo passo io! (Excuse My Dust) (1951)
- Gli uomini perdonano (Tomorrow Is Another Day) (1951)
- Stringimi forte fra le tue braccia (Force of Arms) (1951)
- So You Want to Be a Bachelor (1951)
- Alcool (Come Fill the Cup) (1951)
- La gang (The Racket) (1951)
- Finders Keepers, regia di Frederick de Cordova (1952)
- So You Want to Get It Wholesale (1952)
- Una ragazza in ogni porto (A Girl in Every Port) (1952)
- Valanga gialla (Retreat, Hell!) (1952)
- L'impero dei gangster (Hoodlum Empire) (1952)
- Carabina Williams (Carbine Williams) (1952)
- Gobs and Gals (1952)
- The Pride of St. Louis (1952)
- Nevada Express (Carson City) (1952)
- Canzone del Mississippi (I Dream of Jeanie) (1952)
- Il collegio si diverte (She's Working Her Way Through College) (1952)
- Matrimoni a sorpresa (We're Not Married!) (1952)
- Fargo - La valle dei desperados (Fargo) (1952)
- So You Want to Wear the Pants (1952)
- Aquile tonanti (Thunderbirds) (1952)
- Quattro morti irrequieti (Stop, You're Killing Me) (1952)
- The Maverick (1952)
- Androclo e il leone (Androcles and the Lion) (1952)
- Il muro di vetro (The Glass Wall) (1953)
- Mercato di donne (A Perilous Journey) (1953)
- Il ribelle di Giava (Fair Wind to Java) (1953)
- Napoletani a Bagdad (Siren of Bagdad) (1953)
- So You Love Your Dog (1953)
- L'inferno di Yuma (Devil's Canyon) (1953)
- La città dei fuorilegge (City of Bad Men) (1953)
- Man of Conflict (1953)
- Jack Slade l'indomabile (Jack Slade) (1953)
- La ragazza da 20 dollari (Wicked Woman) (1953)
- I figli del secolo (Money from Home) (1953)
- Trader Tom of the China Seas (1954)
- So You're Having Neighbor Trouble (1954)
- La morsa si chiude (Loophole) (1954)
- Gli ussari del Bengala (Khyber Patrol) (1954)
- Obbiettivo Terra (Target Earth) (1954)
- La storia di Tom Destry (Destry) (1954)
- Il calice d'argento (The Silver Chalice) (1954)
- Day of Triumph (1954)
- Tarzan nella giungla proibita (Tarzan's Hidden Jungle) (1955)
- Bandiera di combattimento (The Eternal Sea) (1955)
- Ma and Pa Kettle at Waikiki (1955)
- Allarme sezione omicidi (City of Shadows) (1955)
- Tutto finì alle sei (I Died a Thousand Times) (1955)
- The Nat 'King' Cole Musical Story (1955)
- Nessuno mi fermerà (Top Gun) (1955)
- Rapina a mano armata (The Killing) (1956)
- Furia omicida (The Man Is Armed) (1956)
- Running Target (1956)
- Gianni e Pinotto banditi col botto (Dance with Me, Henry) (1956)
- Sfida all'O.K. Corral (Gunfight at the O.K. Corral) (1957)
- The Buckskin Lady (1957)
- La signora mia zia (Auntie Mame) (1958)
- Pistole calde a Tucson (Gunsmoke in Tucson) (1958)
- Riot in Juvenile Prison (1959)
- The Rookie (1959)
- Twelve Hours to Kill (1960)
- Blue Hawaii (1961)
- L'idolo di Acapulco (Fun in Acapulco) (1963)
- Madame P... e le sue ragazze (A House Is Not a Home) (1964)
- Baciami, stupido (Kiss Me, Stupid) (1964)
- Pazzo per le donne (Girl Happy) (1965)
- Per un pugno di donne (Tickle Me) (1965)
- At the End of the Rainbow (1965)
- Avventura in oriente (Harum Scarum) (1965)
- Frankie e Johnny (1966)
- Billy the Kid vs. Dracula (1966)
- Un maggiordomo nel Far West (The Adventures of Bullwhip Griffin) (1967)
- Otto in fuga (Eight on the Lam) (1967)

### Televisione
- The Living Christ Series – miniserie TV (1951)
- Dick Tracy – serie TV, 3 episodi (1950-1952)
- Terry and the Pirates – serie TV, un episodio (1952)
- Gruen Guild Playhouse – serie TV, un episodio (1952)
- Family Theatre – serie TV, un episodio (1953)
- Le inchieste di Boston Blackie (Boston Blackie) – serie TV, episodio 2x12 (1953)
- The George Burns and Gracie Allen Show – serie TV, un episodio (1953)
- My Hero – serie TV, un episodio (1953)
- Fireside Theatre – serie TV, 2 episodi (1952-1953)
- Hopalong Cassidy – serie TV, un episodio (1953)
- General Electric Theater – serie TV, episodio 2x12 (1953)
- The Adventures of Kit Carson – serie TV, 3 episodi (1953)
- Waterfront – serie TV, un episodio (1954)
- The Roy Rogers Show – serie TV, 4 episodi (1953-1954)
- Cavalcade of America – serie TV, un episodio (1954)
- Lucy ed io (I Love Lucy) – serie TV, 8 episodi (1951-1954)
- I Married Joan – serie TV, 2 episodi (1952-1954)
- Four Star Playhouse – serie TV, 5 episodi (1953-1955)
- Il cavaliere solitario (The Lone Ranger) – serie TV, 3 episodi (1952-1955)
- The Star and the Story – serie TV, episodio 1x19 (1955)
- Stage 7 – serie TV, episodio 1x20 (1955)
- Studio 57 – serie TV, un episodio (1955)
- Soldiers of Fortune – serie TV, un episodio (1955)
- Le avventure di Rin Tin Tin (The Adventures of Rin Tin Tin) – serie TV, un episodio (1955)
- Celebrity Playhouse – serie TV, episodio 1x04 (1955)
- Furia (Fury) – serie TV, un episodio (1955)
- Crossroads – serie TV, episodio 1x15 (1956)
- Adventures of Superman – serie TV, 6 episodi (1952-1956)
- It's a Great Life – serie TV, un episodio (1956)
- TV Reader's Digest – serie TV, 4 episodi (1955-1956)
- Chevron Hall of Stars – serie TV, 2 episodi (1956)
- Annie Oakley – serie TV, 4 episodi (1954-1956)
- How to Marry a Millionaire – serie TV, un episodio (1957)
- Hey, Jeannie! – serie TV, un episodio (1957)
- The Christophers – serie TV, un episodio (1957)
- Code 3 – serie TV, un episodio (1957)
- Lux Video Theatre – serie TV, un episodio (1957)
- The Lineup – serie TV, 2 episodi (1957)
- Schlitz Playhouse of Stars – serie TV, un episodio (1957)
- Goodyear Theatre – serie TV, episodio 1x04 (1957)
- Captain David Grief – serie TV, un episodio (1957)
- Trackdown – serie TV, un episodio (1957)
- Sheriff of Cochise – serie TV, 2 episodi (1957)
- Tales of Wells Fargo – serie TV, un episodio (1958)
- Date with the Angels – serie TV, 7 episodi (1957-1958)
- Letter to Loretta – serie TV, un episodio (1958)
- The Adventures of Jim Bowie – serie TV, un episodio (1958)
- Alcoa Theatre – serie TV, un episodio (1958)
- Mike Hammer – serie TV, un episodio (1958)
- Jefferson Drum – serie TV, un episodio (1958)
- Bat Masterson – serie TV, un episodio (1959)
- Disneyland – serie TV, un episodio (1959)
- Sugarfoot – serie TV, episodi 1x10-1x14-2x11 (1958-1959)
- The Texan – serie TV, 2 episodi (1958-1959)
- Tombstone Territory – serie TV, 2 episodi (1958-1959)
- Zorro – serie TV, 2 episodi (1958-1959)
- The Rough Riders – serie TV, episodio 1x34 (1959)
- Richard Diamond (Richard Diamond, Private Detective) – serie TV, 3 episodi (1957-1959)
- 26 Men – serie TV, 4 episodi (1957-1959)
- The Deputy – serie TV, un episodio (1959)
- Alcoa Presents: One Step Beyond – serie TV, un episodio (1959)
- Ricercato vivo o morto (Wanted: Dead or Alive) – serie TV, episodi 1x16-2x15 (1958-1959)
- Lock-Up – serie TV, episodio 1x12 (1959)
- Indirizzo permanente (77 Sunset Strip) – serie TV, episodio 2x16 (1960)
- The Alaskans – serie TV, episodio 1x19 (1960)
- The Donna Reed Show – serie TV, un episodio (1960)
- I detectives (The Detectives) – serie TV, un episodio (1960)
- The Ann Sothern Show – serie TV, 2 episodi (1959-1960)
- Peter Gunn – serie TV, episodio 2x34 (1960)
- Markham – serie TV, un episodio (1960)
- New Comedy Showcase – serie TV, un episodio (1960)
- Bonanza – serie TV, 2 episodi (1959-1960)
- Avventure lungo il fiume (Riverboat) – serie TV, episodi 1x04-2x06 (1959-1960)
- Maverick – serie TV, 6 episodi (1957-1960)
- The Adventures of Superboy – film TV (1961)
- Le leggendarie imprese di Wyatt Earp (The Life and Legend of Wyatt Earp) – serie TV, 3 episodi (1959-1961)
- Thriller – serie TV, 3 episodi (1960-1961)
- Bronco – serie TV, 2 episodi (1961)
- Angel – serie TV, un episodio (1961)
- Two Faces West – serie TV, 2 episodi (1960-1961)
- The Lawless Years – serie TV, 3 episodi (1959-1961)
- Whispering Smith – serie TV, episodio 1x18 (1961)
- Have Gun - Will Travel – serie TV, episodio 5x09 (1961)
- Outlaws – serie TV, episodio 2x11 (1961)
- Lawman – serie TV, 3 episodi (1959-1962)
- The Joey Bishop Show – serie TV, un episodio (1962)
- Lassie – serie TV, 2 episodi (1960-1962)
- The Hathaways – serie TV, un episodio (1962)
- Frontier Circus – serie TV, 2 episodi (1962)
- The Tall Man – serie TV, un episodio (1962)
- Dennis the Menace – serie TV, un episodio (1962)
- Cheyenne – serie TV, 5 episodi (1955-1962)
- The Many Loves of Dobie Gillis – serie TV, 4 episodi (1960-1962)
- The Lucy Show – serie TV, un episodio (1963)
- Our Man Higgins – serie TV, un episodio (1963)
- Gli intoccabili (The Untouchables) – serie TV, 6 episodi (1959-1963)
- Ben Casey – serie TV, 2 episodi (1962-1963)
- Breaking Point – serie TV, un episodio (1963)
- L'impareggiabile Glynis (Glynis) – serie TV, episodio 1x04 (1963)
- La legge di Burke (Burke's Law) – serie TV, episodio 1x11 (1963)
- Gli uomini della prateria (Rawhide) – serie TV, 4 episodi (1960-1964)
- Destry – serie TV, un episodio (1964)
- The Jack Benny Program – serie TV, 8 episodi (1952-1964)
- Channing – serie TV, un episodio (1964)
- Sotto accusa (Arrest and Trial) – serie TV, episodio 1x30 (1964)
- Gunsmoke – serie TV, 4 episodi (1960-1964)
- Slattery's People – serie TV, un episodio (1965)
- Mister Ed, il mulo parlante (Mister Ed) – serie TV, 4 episodi (1961-1965)
- Perry Mason – serie TV, 3 episodi (1962-1965)
- Il mio amico marziano (My Favorite Martian) – serie TV, 2 episodi (1963-1965)
- Carovane verso il west (Wagon Train) – serie TV, 7 episodi (1960-1965)
- Io e i miei tre figli (My Three Sons) – serie TV, 2 episodi (1962-1965)
- I mostri (The Munsters) – serie TV, 2 episodi (1964-1965)
- La leggenda di Jesse James (The Legend of Jesse James) – serie TV, un episodio (1965)
- The Long, Hot Summer – serie TV, un episodio (1965)
- Batman – serie TV, un episodio (1966)
- La famiglia Addams (The Addams Family) – serie TV, 2 episodi (1965-1966)
- Selvaggio west (The Wild Wild West) – serie TV, episodio 1x20 (1966)
- Daniel Boone – serie TV, un episodio (1966)
- I forti di Forte Coraggio (F Troop) – serie TV, un episodio (1966)
- Laredo – serie TV, 3 episodi (1965-1966)
- Strega per amore (I Dream of Jeannie) – serie TV, 2 episodi (1965-1966)
- Pistols 'n' Petticoats – serie TV, un episodio (1966)
- Il virginiano (The Virginian) – serie TV, 4 episodi (1962-1967)
- Organizzazione U.N.C.L.E. (The Man from U.N.C.L.E.) – serie TV, un episodio (1967)
- Mr. Terrific – serie TV, un episodio (1967)